# Fra Valentí Serra de Manresa
Valentí Serra i Fornell (Manresa, Bages, 1959), és un religiós caputxí i sacerdot català, el nom religiós del qual és Valentí Serra de Manresa.

## Biografia
Nascut en el si d'una família catalana tradicional de pagesos i ramaders, ingressà als caputxins l'any 1980 i professà la Regla de Sant Francesc (30 d'octubre de 1982). Acabada la formació inicial rebé l'ordenació sacerdotal el dia 31 de maig de 1987 al convent de caputxins d'Arenys de Mar. Després passà al convent dels Caputxins de Sarrià, on resideix actualment. Es doctorà en Història a la Universitat de Barcelona en 1995.
Col·laborador científic de la Facultat de Teologia de Catalunya (2007), forma part, alhora, del Claustre de Doctors de la Universitat de Barcelona (1997). Des de l'any 1987 és l'arxiver provincial dels caputxins i director de la Biblioteca Hispano-Caputxina. És corresponsal a Barcelona de la Revue d'Histoire Ecclésiastique (Universitat de Lovaina) i membre del consell de redacció de la revista Analecta Sacra Tarraconensia (Balmesiana). Fou també redactor entre 1991 i 2013 de la revista de crítica bibliogràfica Índice Histórico Español, fundada l'any 1953 per Jaume Vicens Vives i editada pel "Centro de Estudios Históricos Internacionales". Col·labora assíduament amb el setmanari Catalunya Cristiana. Des de 2015 col·labora en la redacció del popular Calendari de l'Ermità Fra Ramon dels Pirineus. Hi té també la secció Cuina de convent al periòdic El Jardí de Sant Gervasi i Sarrià. D'ençà del 2017 té el programa Remeis de l’Ermità a l’emissora Fes ta Festa.

## Tasca investigadora
Ha investigat amb metodologia crítica la història institucional dels framenors caputxins de Catalunya des de l'adveniment borbònic (1700) fins a l'esclat de la Guerra Civil (1936); la de les clarisses-caputxines des de la seva fundació a casa nostra (1599) fins al final de la Guerra civil espanyola (1939). També ha estudiat l'evolució del laïcat franciscà vinculat als caputxins en el període contemporani (1883-1957) i la història missionera dels caputxins catalans a ultramar (1680-1989); recerques que ocupen nou volums de la Col·lectània Sant Pacià que edita la Facultat de Teologia de Catalunya. Actualment investiga l'aportació dels caputxins catalans a la tradició popular i religiosa de Catalunya: el pessebrisme i les devocions populars; la cuina conventual, l'apicultura popular i les herbes remeieres; l'horticultura i jardineria dels frares.
Les altres obres, les col·laboracions en obres col·lectives, pròlegs, articles científics i de divulgació i, àdhuc, participació en congressos entre 1982 i 2007 es troben aplegats en l'obra Bibliografia de fra Valentí Serra de Manresa, OFMCap. (anys 1982-2007). Noces d'argent, a cura del Dr. Joan Ferrer i Costa i de Núria Ferret i Canale O.Virg. (Barcelona 2007).

## Publicacions principals
- Els caputxins de Catalunya, de l'adveniment borbònic a la invasió napoleònica: vida quotidiana i institucional, actituds, mentalitat, cultura (1700-1814), Barcelona, 1996.
- Els framenors caputxins a la Catalunya del segle xix. Represa conventual, exclaustracions i restauració (1814-1900), Barcelona, 1998.
- La Província de framenors caputxins de Catalunya: de la restauració provincial a l'esclat de la guerra civil (1900-1936), Barcelona, 2000.
- Les clarisses-caputxines a Catalunya i Mallorca: de la fundació a la guerra civil (1599-1939), Barcelona, 2002.
- El Terç Orde dels Caputxins. Aportacions del laïcat franciscà a la història contemporània de Catalunya (1883-1957), Barcelona, 2004.
- Tres segles de vida missionera: la projecció pastoral "ad gentes" dels framenors caputxins de Catalunya (1680-1989), Barcelona, 2006.
- El cardenal Vives i l'Església del seu temps, Museu-Arxiu Vives i Tutó, Sant Andreu de Llavaneres, 2007.
- Aportació dels framenors caputxins a la cultura catalana: des de la fundació a la guerra civil (1578-1936), Barcelona, Facultat de Teologia de Catalunya, 2008 (Col·lectània Sant Pacià, 92).
- Els caputxins i el pessebre, Barcelona, El Bou i la Mula, 2009.
- Cuina caputxina. Les pitances dels frares, Barcelona, Ed. Mediterrània, 2010. 2 edicions.
- Pompeia. Orígens històrics d'un projecte agosarat, Barcelona, Ed. Mediterrània, 2010.
- El caputxí Joaquim M. de Llavaneres (1852-1923). Semblança biogràfica i projecció internacional, Sant Andreu de Llavaneres, Museu-Arxiu Vives i Tutó, 2011.
- Els caputxins i les herbes remeieres, Barcelona, Ed. Mediterrània, 2011. 5 edicions.
- La predicació dels framenors caputxins: des de l'arribada a Catalunya al concili Vaticà II (1578-1965), Barcelona, Facultat de Teologia de Catalunya, 2012(Col·lectània Sant Pacià, 100).
- Pócimas de capuchino. Hierbas y recetas conventuales, Barcelona, Editorial Mediterrània, 2013. (castellà)
- Hortalisses i flors remeieres. Les herbes santes dels caputxins, Barcelona, Editorial Mediterrània, 2014. 2 edicions.
- Els frares caputxins de Catalunya: de la Segona República a la postguerra (1931-1942), Barcelona, Facultat de Teologia de Catalunya, 2014.
- La parròquia de Sant Joan de la Creu. L'acció pastoral dels caputxins al barri del Peu del Funicular de Vallvidrera (Barcelona, 1950-2015). Fotografies de Joan Devesa. Pròleg de Conrad J. Martí. Barcelona, Editorial Mediterrània, 2015.
- Cocinar en tiempos de crisis. Recetas frailunas y guisados populares. (Colección El Ermitaño, 1), Barcelona, Edicions Morera, 2015. (castellà)
- Cuinar en temps de crisi. Receptes de frare i guisats populars. (Col·lecció l'Ermità, 1), Barcelona, Edicions Morera, 2015.
- La huerta de San Francisco. Horticultura y floricultura capuchina, Barcelona, Editorial Mediterrània. 2016.(castellà)
- Tornar als remeis de sempre. Pocions, ungüents i herbes medicinals. (Col·lecció l'Ermità, 4), Barcelona. Edicions Morera, 2017. 4 edicions.
- El huerto medicinal. Sabiduría capuchina de la A a la Z. Barcelona: Editorial Mediterrània. 2018 (castellà)
- Catazònia. Els caputxins catalans a l'Amazònia. Barcelona: Museu de Cultures. 2018.
- El llibre de la mel. Apicultura popular i plantes mel·liferes (Col·lecció L'Ermità 7). Edicions Morera, Barcelona 2019.
- Cuina pairal i conventual. (Col. Rebost i Cuina, 20). Farell Editors. 2019.
- El nostre pessebre. Tradició, història i simbolisme. Barcelona. Edicions Mediterrània. 2019.
- Liturgia cartujana (Fr. Josep Oriol de Barcelona i Fr. Valentí Serra de Manresa, coautors) (Cuadernos Phase, 256). Barcelona. Centre de Pastoral Litúrgica. 2020. (castellà)
- Entrem dins del pessebre. Un petit univers a les teves mans (Col·lecció L’Ermità, 11). Edicions Morera. Barcelona. 2022.
- Viatge a Terra Santa (1930) pel R. P. Marc de Castellví, caputxí. Jordi Vidal, editor. Introducció de Fra Valentí Serra de Manresa (Documents, 123). Bellaterra. Universitat Autònoma de Barcelona. 2022.
- La volta al món del caputxí Joaquim Maria de Llavaneres (1852-1923). Sant Andreu de Llavaneres. Museu-Arxiu Vives i Tutó. 2023.
- Passió per la Setmana Santa. Festes i tradicions (Col·lecció L’Ermità, 13). Edicions Morera. Barcelona. 2023.
- Quatre segles de vida caputxina, 1578-1968. Barcelona: Eds. Morera. 2024.
- Missa et mensa. Saboroses pitances i altres secrets de la cuina de convent. Barcelona: Albada Edicions. 2025.[10]

En preparació
- Cuina vegetariana popular. (Col·lecció l’Ermità). Barcelona: Eds Morera.
- La Botica del Ermitaño. Diccionario de plantas medicinales. Edicions Morera. Barcelona. (castellà)